# Cynosurus turcomanicus
Cynosurus turcomanicus là một loài thực vật có hoa trong họ Hòa thảo. Loài này được Proskur. mô tả khoa học đầu tiên năm 1976.